# Bundeskleingartengesetz
Das Bundeskleingartengesetz (BKleingG) ist ein deutsches Gesetz die Kleingärten betreffend. Es bildet Definitionen, regelt unter anderem durch den Begriff der Kleingärtnerischen Nutzung die Zweckbestimmung und nennt die Voraussetzungen für die Gemeinnützigkeit.

## Begriffsbestimmungen (§ 1)
Ein Kleingarten im Sinne des Bundeskleingartengesetzes (BKleingG) ist gemäß § 1 Abs. 1 BKleingG ein Garten, der
- 1. dem Nutzer (Kleingärtner) zur nichterwerbsmäßigen gärtnerischen Nutzung, insbesondere zur Gewinnung von Gartenbauerzeugnissen für den Eigenbedarf, und zur Erholung dient (kleingärtnerische Nutzung) und
- 2. in einer Anlage liegt, in der mehrere Einzelgärten mit gemeinschaftlichen Einrichtungen, zum Beispiel Wegen, Spielflächen und Vereinshäusern, zusammengefasst sind (Kleingartenanlage).

Folgendes ist aus BGH-Urteilen zu berücksichtigen
- zu 1.: BGH III ZR 281/03 c): In der Regel ist wenigstens ein Drittel der Fläche für den Anbau von Gartenerzeugnissen für den Eigenbedarf zu nutzen,
- zu 2.: BGH III ZR 31/05: Neben Gemeinschaftseinrichtungen müssen mindestens fünf Gärten vorhanden sein.

Gemäß § 1 Abs. 2 BKleingG ist ausdrücklich kein Kleingarten:
- ein Eigentümergarten (bei dem die Bewirtschaftung durch den Grundeigentümer oder seine Haushaltsangehörigen i. S. v. § 18 Wohnraumförderungsgesetz erfolgt; für den Eigentümergarten gelten jedoch die baulichen Beschränkungen des § 3 BKleingG),
- ein Wohnungsgarten (ein Garten, der einem zur Nutzung einer Wohnung Berechtigten im Zusammenhang mit der Wohnung überlassen wird),
- ein Arbeitnehmergarten (ein Garten, der einem Arbeitnehmer im Zusammenhang mit dem Arbeitsvertrag überlassen wird),
- ein Grundstück, auf dem vertraglich nur bestimmte Gartenbauerzeugnisse angebaut werden dürfen,
- ein Grundstück, das vertraglich nur mit einjährigen Pflanzen bestellt werden darf (Grabeland).

Zudem ist ein Dauerkleingarten ein durch eine Festsetzung als Dauerkleingarten in einem Bebauungsplan abgesicherter Kleingarten (§ 1 Abs. 3 BKleingG).

## Kleingärtnerische Gemeinnützigkeit (§ 2)
Ergänzend zu den Gemeinnützigkeitsregelungen im Steuerrecht regelt § 2 BKleingG die kleingärtnerische Gemeinnützigkeit von Kleingärtnerorganisationen. Das sind fast immer Vereine.
Bedingungen für die Gemeinnützigkeit sind:
- Eintragung ins Vereinsregister
- Regelmäßige Prüfung der Geschäftsführung
- Das Ziel des Vereins ist ausschließlich oder überwiegend die Förderung des Kleingartenwesens sowie die fachliche Betreuung ihrer Mitglieder,
- Die erzielten Einnahmen werden kleingärtnerischen Zwecken zugeführt
- Bei der Auflösung des Vereins ist dessen Vermögen für kleingärtnerische Zwecke zu verwenden.

Die Anerkennung der kleingärtnerischen Gemeinnützigkeit ist Voraussetzung dafür, dass mit
dem Verein oder Verband ein Zwischenpachtvertrag – ein Kleingartenpachtvertrag – wirksam abgeschlossen werden kann (§ 4 Abs. 4 BKleingG) und dass die Kleingärtner als Pächter in den Genuss der Vorteile des BKleingG kommen (§ 5 Pachtpreisbindung, §§ 9ff Kündigungsschutz und Entschädigungsregelungen).

## Kleingarten und Gartenlaube (§ 3)
- Ein Kleingarten soll nicht größer als 400 Quadratmeter sein.
- Die Belange des Umweltschutzes, des Naturschutzes und der Landschaftspflege sollen bei der Nutzung und Bewirtschaftung des Kleingartens berücksichtigt werden.
- Eine Laube ist mit höchstens 24 m² Grundfläche einschließlich überdachtem Freisitz zulässig.
- Die Laube darf nicht zum dauerhaften Wohnen geeignet sein.

Vorstehendes gilt auch für Eigentümergärten (§ 1 Abs. 2 BKleingG).

## Kleingartenpacht (§§ 4 bis 13)
In diesem zweiten Abschnitt des Gesetzes werden die Regelungen über Kleingartenpachtverträge getroffen.
Kleingartenpachtverträge
- bedürfen (wie auch die Kündigung) der Schriftform,
- sind bei Dauerkleingärten nicht befristet, sondern nur auf unbestimmte Zeit zu schließen (§ 6 BKleingG); bei sonstigen Kleingärten können befristete Verträge geschlossen werden
- können durch den Verpächter gekündigt werden
  - ohne Einhaltung einer Kündigungsfrist (§ 8 BKleingG) bei
    - Nichtzahlung der Pacht,
    - schwerwiegenden Pflichtverletzungen oder

  - durch ordentliche Kündigung für den 30. November eines Jahres (§ 9 BKleingG)
    - wegen Pflichtverletzungen nach § 9 Abs. Nr. 1 sowie
    - nach den in § 9 Abs. 1 BKleingG genannten Sonderfällen der Nrn. 2 bis 6.

Im Falle der Kündigung nach den genannten Sonderfällen durch den Verpächter hat der Pächter einen Anspruch auf eine Kündigungsentschädigung (§ 11 BKleingG) für Anpflanzungen und Laube.
Weiterhin darf als Pacht höchstens der vierfache Betrag der ortsüblichen Pacht im erwerbsmäßigen Obst- und Gemüsebau verlangt werden (§ 5 BKleingG). Nach einer Studie des BMVBS lag die Pacht 2007 mit durchschnittlich 17 Cent/m² erheblich unterhalb des Pachtpreises für Wochenenddomizile und Campingplätze. Hierdurch wird auch für Menschen mit geringerem Einkommen die Möglichkeit geschaffen, einen eigenen Platz in naturnaher Umgebung in einer Kleingartenanlage zu finden.

## Besondere Regelungen für Dauerkleingärten (§ 14, § 15)
- § 14: Bereitstellung und Beschaffung von Ersatzland
  - durch die Gemeinde bei Kündigung  nach BKleingG §  9 Abs. 1 Nr. 5 oder 6
- § 15: Begründung von Kleingartenpachtverträgen durch Enteignung
  - bei entsprechendem Bedarf Enteignung nach Landesenteignungsrecht möglich

## Überleitungs- und Schlussvorschriften (§§ 16 bis 22)
- § 16: Für bestehende Kleingärten über Pachtverhältnisse mit dem Stichtag 31. März 1983
- § 17: Für kleingärtnerische Gemeinnützigkeit des Vereins mit dem Stichtag 31. März 1983
- § 18: Für Lauben
  - Vor dem 1. April 1983 rechtmäßig errichtete Lauben, die größer als 24 m² sind, können unverändert genutzt werden
  - Lauben auch zu Wohnzwecken können weiter genutzt werden
- § 19: Stadtstaatenklausel für Hamburg
  - Hamburg gilt für das BKleingG als Bundesland und als Gemeinde
- § 20: Aufhebung bisheriger Vorschriften der Bundesländer
- § 20 a: Überleitungsregelungen (ab 3. Oktober 1990) aus Anlass der Herstellung der Einheit Deutschlands für das Beitrittsgebiet DDR
- § 20 b: Sonderregelungen für Zwischenpachtverhältnisse im Beitrittsgebiet
  - §§ 8 bis 10 und § 19 des Schuldrechtsanpassungsgesetzes sind entsprechend anzuwenden
- § 21: 2006 aufgehoben
- § 22: Inkrafttreten am 1. April 1983 (Änderungen bis 1. Oktober 2006)